# Ducetia japonica
Ducetia japonica är en insektsart som först beskrevs av Carl Peter Thunberg 1815.  Ducetia japonica ingår i släktet Ducetia och familjen vårtbitare. Inga underarter finns listade i Catalogue of Life.

## Bildgalleri

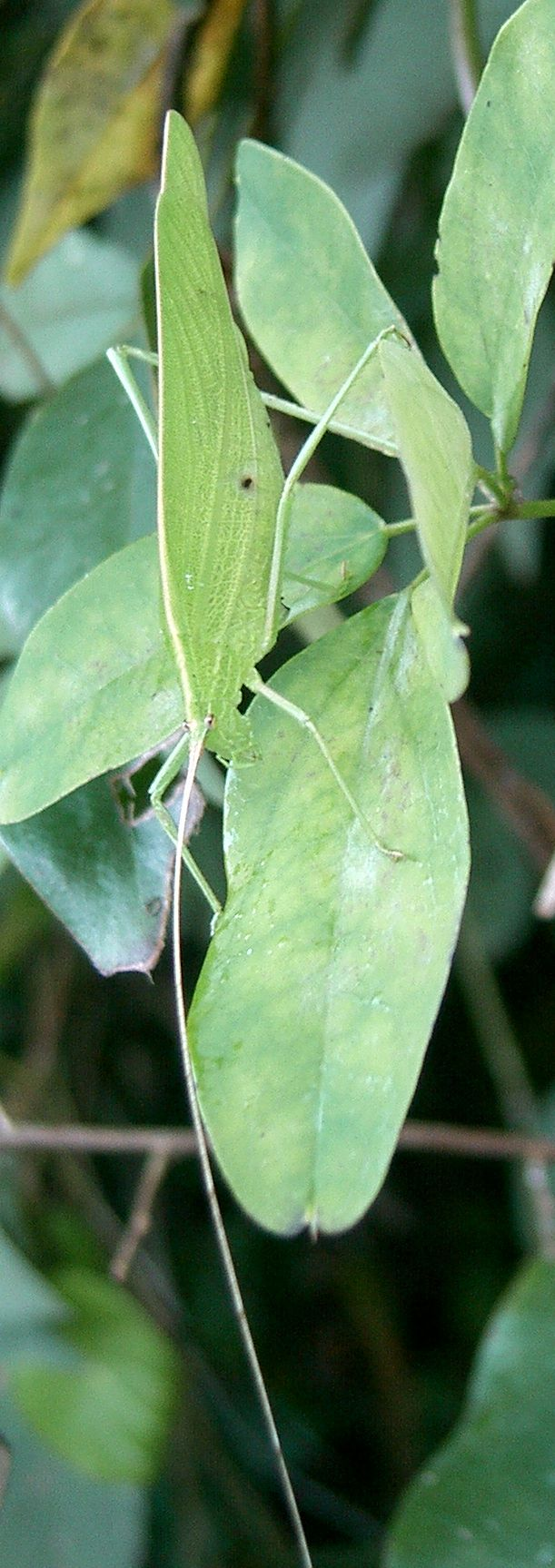
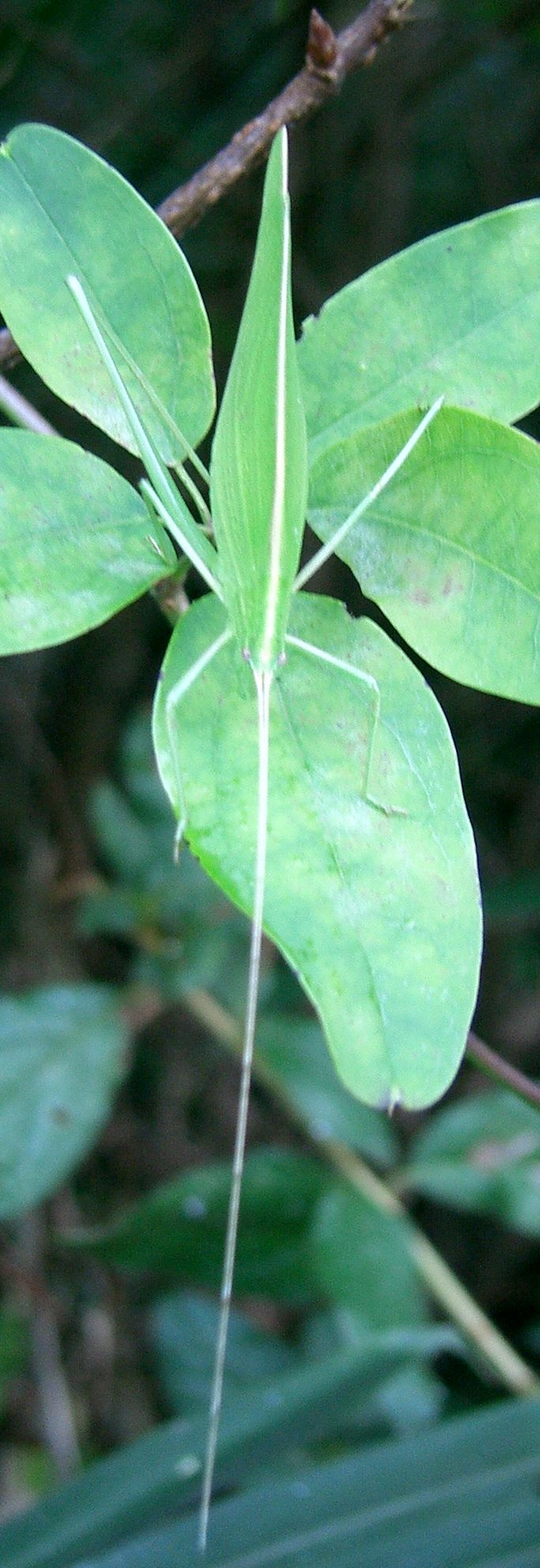
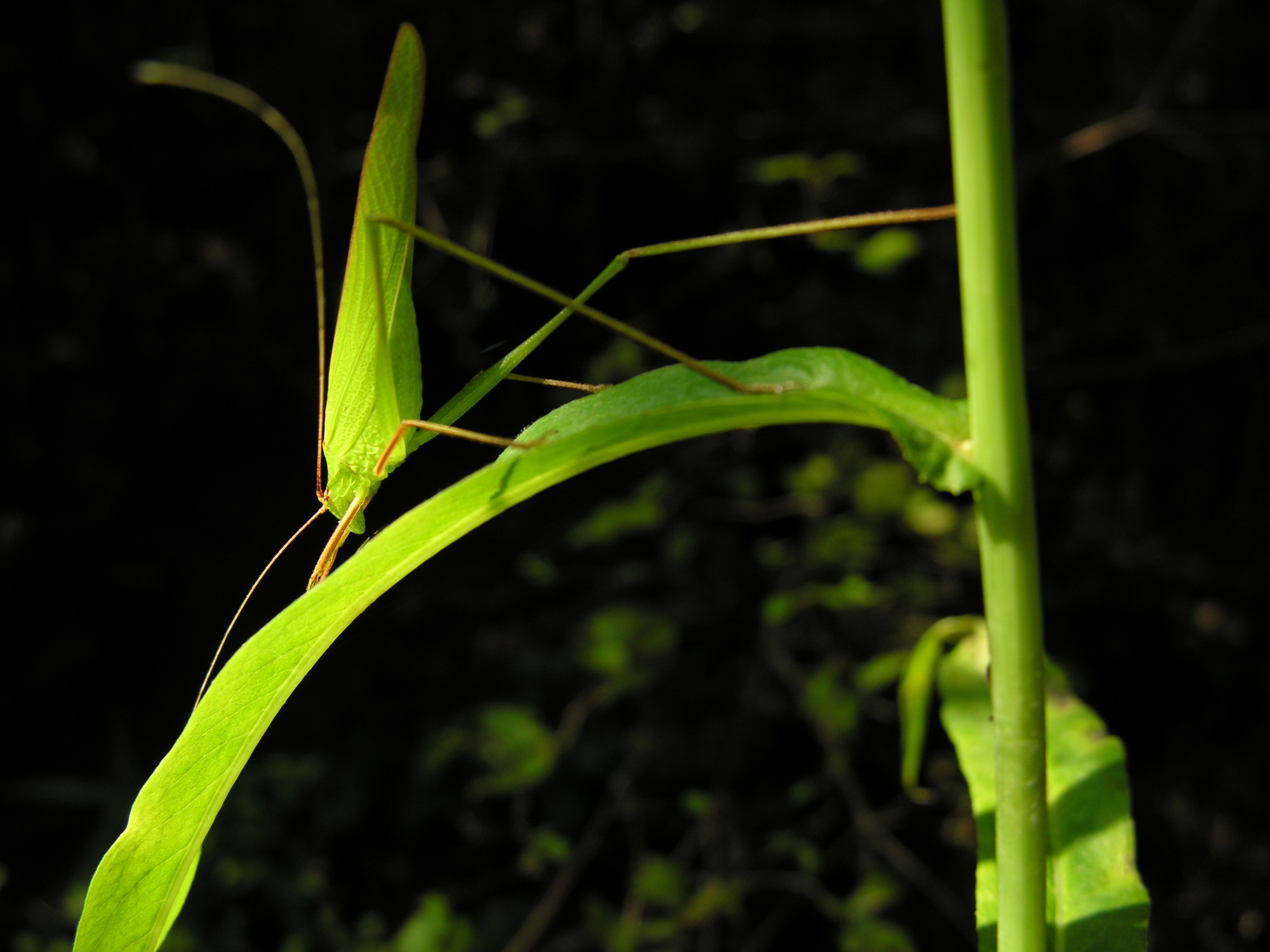
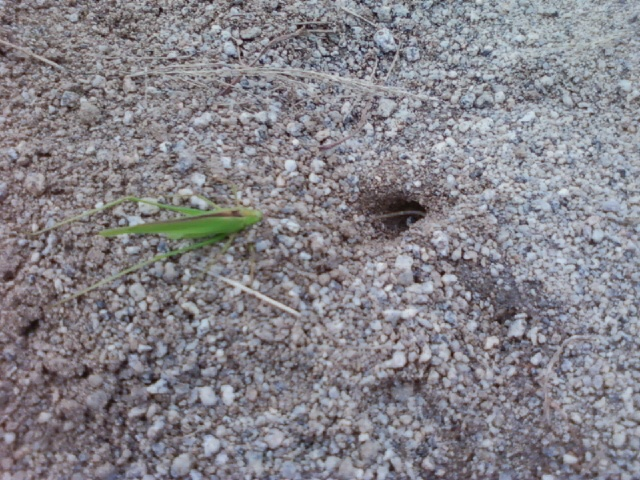
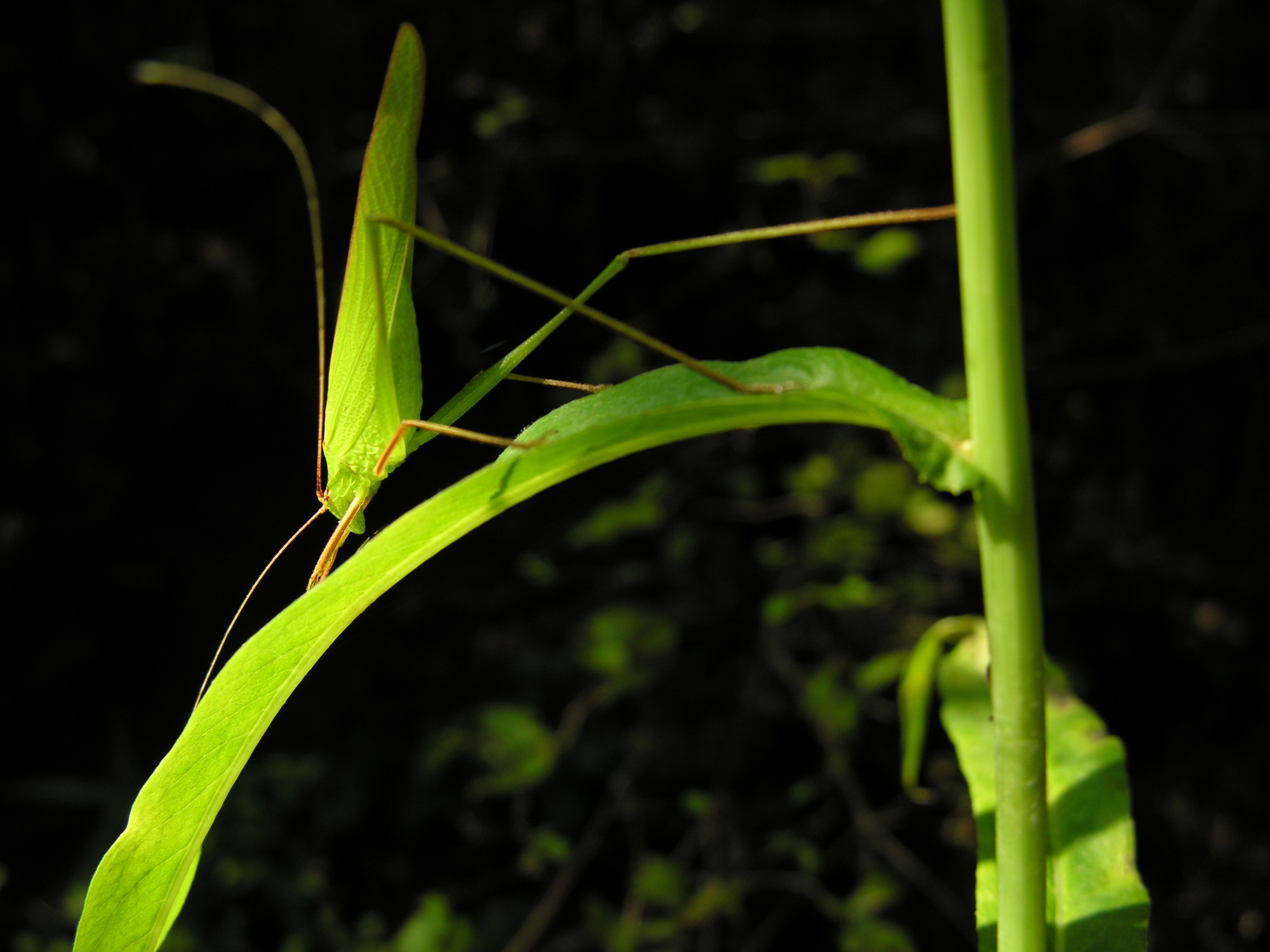